# Ville-du-Bois
Pour la commune française, voir La Ville-du-Bois.
Ville-du-Bois (Veye do Bwès en wallon) est un village de la commune belge de Vielsalm située en Région wallonne dans la province de Luxembourg.

## Histoire
Ville-du-Bois a longtemps été le village le plus important de la commune.

## Géographie
Ville-du-Bois se trouve à un kilomètre au nord-est de la ville de Vielsalm.

## Patrimoine

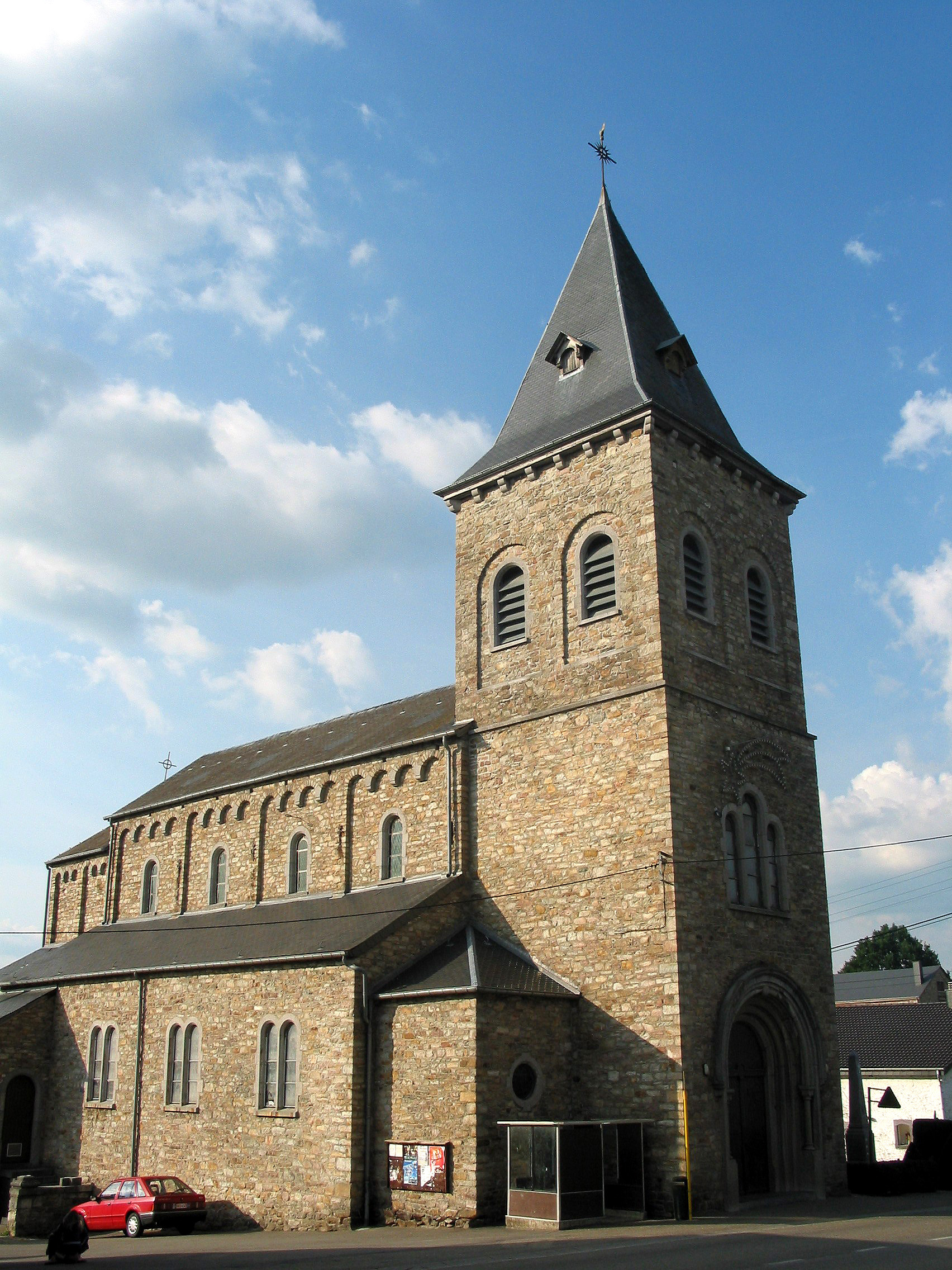
L’église Saint-Donat

- L’église Saint-Donat